# Аво (футбольный клуб)
«Аво́» (арм. Ֆուտբոլային Ակումբ „Ավո“ Մարտունի) — бывший нагорно-карабахский футбольный клуб из Мартуни (Ходжавенда), основанный в 2004 году. Назван в честь Монте Мелконяна. Базировался в Мартуни, принимал соперников на городском стадионе, участвовал в чемпионате НКР.

## История
Клуб основан в 2004 году, и в том же году принял участие в Открытом чемпионате республики. В 2009 году команда заняла 2-е место в 1-м чемпионате НКР, а нападающий команды Геворг Петросян стал лучшим бомбардиром чемпионата, забив 40 голов. В 2010 и 2019 годах команда занимала 3-е место, а в 2011 году стала чемпионом республики.

## Достижения
Чемпион НКР (2011).
Серебряный призёр чемпионата НКР — 2 раза (2004, 2009).
Бронзовый призёр чемпионата НКР — 2 раза (2010, 2019).

## Статистика выступлений

### Чемпионат и Кубок НКР
| Сезон | Лига         | Место | И  | В  | Н | П | Мячи   | +/- | О  |   | Кубок      | Примечания             |
| ----- | ------------ | ----- | -- | -- | - | - | ------ | --- | -- | - | ---------- | ---------------------- |
| 2004  | Премьер-лига | 2-е   | 16 | 13 | 0 | 3 | 67-31  | 36  | 39 | - | -          | Открытый чемпионат НКР |
| 2009  | Премьер-лига | 2-е   | 16 | 11 | 2 | 3 | 89-31  | 58  | 35 | - | -          | 1-й чемпионат НКР      |
| 2010  | Премьер-лига | 3-е   | 16 |    |   |   |        |     |    |   | -          | 2-й чемпионат НКР      |
| 2011  | Премьер-лига | 1-е   | 16 |    |   |   |        |     |    |   | -          | 3-й чемпионат НКР      |
| 2018  | Премьер-лига | 5-е   | 14 | 6  | 2 | 6 | 29-23  | 6   | 20 | - | 1/4 финала | 4-й чемпионат НКР      |
| 2019  | Премьер-лига | 3-е   | 30 | 21 | 3 | 6 | 102-34 | 68  | 66 | - | 1/2 финала | 5-й чемпионат НКР      |

## Главные тренеры клуба
- Самвел Арутюнян (2009 — н.в.)